# August Stigler

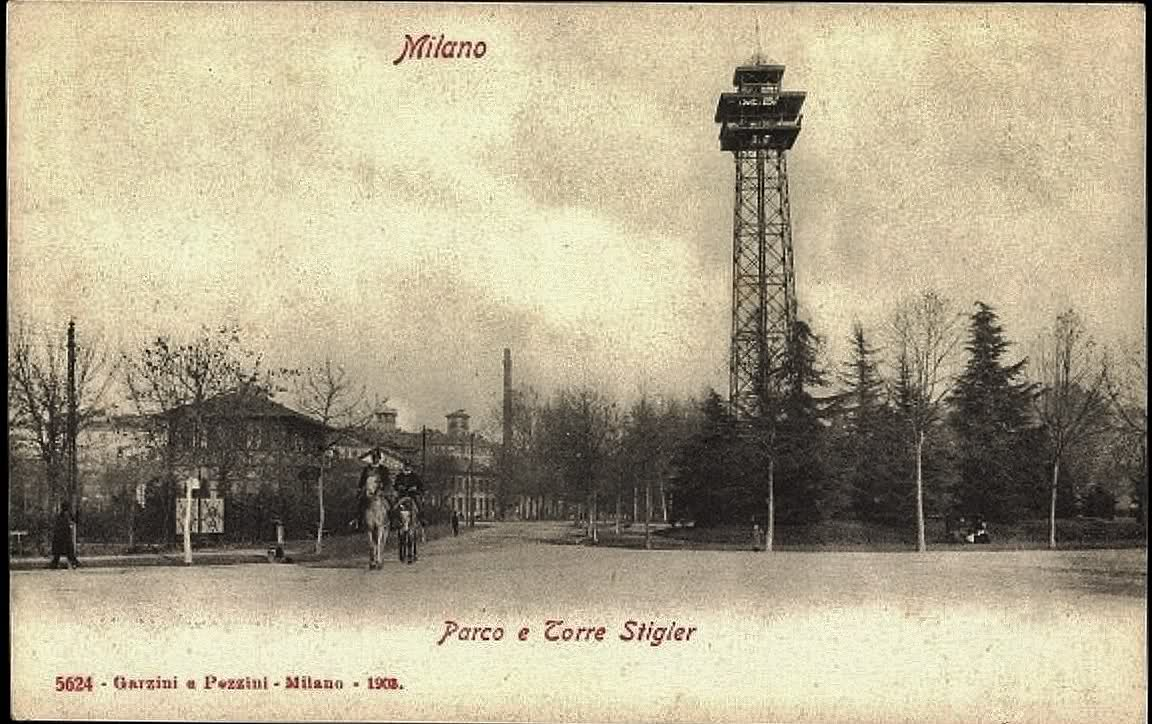
Der Torre Stigler in Mailand 1906

August Stigler (* 26. Juli 1832 in Renchen, Baden; † 25. März 1910 in Lugano) war ein Industrieller deutscher Herkunft.

## Leben
August Stigler besuchte von 1847 bis 1849 die beiden ersten mathematischen Klassen der Polytechnischen Schule in Karlsruhe, allerdings nicht mehr die 3. Klasse. Nach Beendigung der Ingenieursausbildung war er im Bereich des Post- und Eisenbahnamtes Bruchsal und bei Maschinenfabriken in Graffenstaden, Pforzheim und Eßlingen am Neckar tätig. Von 1857 bis 1859 war er Hilfslehrer für Technisches und Maschinen-Zeichnen bei Franz Reuleaux am Eidgenössischen Polytechnicum Zürich.
Anschließend zog er nach Mailand. Hier war er zunächst Berater der Firma „Schlegel & Co.“ und gründete dann die Maschinenfabrik „Officina Meccanica Stigler“. Er stellte kleine Motoren, Turbinen und Pumpen her und widmete sich dann der Konstruktion hydraulischer Aufzüge.

### Technologische Innovationen
1870 baute er einen Fahrstuhl für das Hotel Costanzi in Rom, dann auch für andere Gebäude und errichtete 1894 im Rahmen einer großen Ausstellung in der Nähe der Mailänder Sforza-Burg den Torre Stigler ‚Stigler-Turm‘ mit einer 38 Meter hohen Aussichtsplattform, auf die man mit einem Lift hinauffahren konnte. Ab 1898 baute er auch elektrische Aufzugsanlagen. Sein Name wurde so bekannt, dass er ein Synonym für Aufzug wurde; hatte jemand keine Lust zum Treppensteigen, sagte er: „Ich nehme den Stigler“. Bald ergaben sich Auslandsvertretungen: 1903 die „Original Stigler Aufzüge GmbH“ in München-Schwabing, 1911 die „Société Française Stigler“, ferner die „Fabrik für Stigler-Aufzüge“ in Wien.

### Familie und Nachfolge
Stigler heiratete 1857 Luisa Maier (1828–1911). Sie hatten fünf Kinder: Massimo, Augusto, Paolina, Carlo und Leo. 1903 übertrug er die Leitung der Firma seinen Söhnen Massimo (1858–1915) und Augusto (1861–1939), die sie 1907 in eine Aktiengesellschaft überführten, von der der Vater die Hälfte des Grundkapitals hielt.

### Vermächtnis
Nachdem die Firma im Zweiten Weltkrieg weitgehend zerstört worden war, fusionierte sie 1947 mit der amerikanischen Konkurrenz zur „Stigler Otis s.p.a.“ Bis zu diesem Zeitpunkt hatte sie fast 45.000 Aufzüge gebaut, von denen etwa die Hälfte in Italien installiert wurde, die anderen weltweit von Buenos Aires bis Tokyo. Die Innovationskraft von August Stigler trug maßgeblich zur Entwicklung moderner Aufzugssysteme bei. Sein Name bleibt ein bedeutendes Symbol für Qualität und Fortschritt im Bereich der Aufzugstechnik.

### Kulturelle Bedeutung
Der Satz „Ich nehme den Stigler“ wurde zum geflügelten Wort und spiegelt das Vertrauen wider, das die Kunden in seine Produkte setzten. Auch heute noch sind einige historische Aufzüge unter dem Namen Stigler in Betrieb, was das Erbe seines Unternehmens weiterträgt.